# Žukovica (rijeka)
Žukovica je rječica u BiH. Izvire u zaseoku Osoje koje se nalazi u selu Zagorje kod Posušja.
Teče kroz Zagorje gdje neki stanovnici toga sela koji žive uz njezin vodotok koriste njezinu vodu za zalijevanje povrtlarskih i ratarskih kultura na svojim njivama. Rijeka Žukovica bogata je pastrvom, a na svom toku Brini između Zagorja i Vira tvori Vranino jezero, koje se nalazi među liticama.
Samo jezero sastoji se od tri kotla, a zbog visokih litica u drugi i treći kotao nikada ne dopire sunce, pa je u njima voda jako hladna i opasna za kupače. Žukovica se u virskom polju ulijeva u rijeku Ričinu.
200 metara prije same granice između Vira i Zagorja, uz tok Žukovice se nalazi Žukovička pećina, poznato arheološko nalazište iz mlađeg kamenog doba.